# Seraph-Klasse
Die Seraph-Klasse war die dritte Baugruppe der britischen S-Klasse. Die 33 U-Boote wurden im Zweiten Weltkrieg und danach eingesetzt. Die französische Marine nutzte zwischen 1951 und 1961 vier U-Boote der Schiffsklasse.

## Baugeschichte und konstruktive Merkmale
siehe: Baugeschichte der S-Klasse und Konstruktive Merkmale der S-Klasse
Nach Beginn des Zweiten Weltkrieges wurden weitere U-Boote der S-Klasse in Auftrag gegeben und ab 1940 aufgelegt. Die ersten Einheiten konnten der Marine im Frühjahr 1942 zugeführt werden. Das letzte U-Boot wurde im Frühjahr 1945 in Dienst gestellt. Mit 33 gebauten Schiffen war die Seraph-Klasse die meistgebaute Unterklasse der S-Klasse.
Die U-Boote wurden auf vier verschiedenen Werften gebaut:
| Bauwerft                                    | U-Boote |
| ------------------------------------------- | ------- |
| Cammell Laird                               | 17      |
| Scotts Shipbuilding and Engineering Company | 8       |
| Vickers-Armstrongs                          | 5       |
| Chatham Dockyard                            | 3       |

Die Boote der Seraph-Klasse waren größer als die in den 1930ern gebauten U-Boote des ersten und zweiten Bauloses. Im Gegensatz zu den älteren U-Booten der S-Klasse waren sie mit einem Radargerät ausgestattet. Außerdem besaßen sie einen leistungsfähigeren Dieselantrieb und trotzdem eine größere Reichweite, da auch die Treibölbunker vergrößert wurden.
Nach Indienststellung der ersten fünf Einheiten (Safari, Sahib, Saracen, Satyr und Sceptre) wurde ein zusätzliches externes Hecktorpedorohr eingeführt.
Die Kriegswirtschaft (erhöhter Bedarf und gleichzeitiger Arbeitskräfte- bzw. Rohstoffmangel) erforderte eine Optimierung der Produktion der Neubauten. Aus diesem Grund wurden die zu dieser Zeit modernsten Fertigungsmethoden genutzt. Die U-Boote wurden in der Werft aus standardisierten vormontierten Baugruppen zusammengebaut. Die Hülle wurde nicht mehr vernietet, sondern komplett verschweißt.
Durch die konsequente Nutzung der Schweißtechnik erhielten die Kriegsneubauten einen wesentlich widerstandsfähigeren Druckkörper und konnten somit tiefer tauchen als die in den 1930ern gebauten Booten des ersten und zweiten Bauloses. Für die in den 1930ern gebauten U-Boote wurde eine von der Werft zugesicherte Tauchtiefe von 95 m angegeben. Für die im Krieg gebauten U-Boote des dritten und vierten Bauloses wurde eine zugesicherte Tauchtiefe von 110 m angegeben. Die Stubborn erreichte im Februar 1944 nach einem deutschen Wasserbombenangriff eine Tauchtiefe von 165 m. Bei einem Zerstörungstest wurde 1948 die unbemannte Stoic in 183 m Tiefe zerdrückt. Zum Vergleich hatten die deutschen Typ-VII-C/42-Boote aber eine von der Werft garantierte Tauchtiefe von 200 m und eine errechnete theoretische Maximaltauchtiefe von 400 m.

## Geschichte
siehe: Einsatzgeschichte der S-Klasse und detaillierte Geschichte der S-Klasse
Die ersten U-Boote der Kriegsneubauten waren ab Frühjahr 1942 einsatzbereit. Die Neubauten wurden dringend benötigt, da die im Frieden gebauten S-Boote inzwischen auf eine Anzahl von vier Einheiten zusammengeschrumpft waren.
Die U-Boote wurden anfangs hauptsächlich im Mittelmeer eingesetzt, wo sie gegen die Nachschubwege der im Afrikafeldzug engagierten Achsenmächte eingesetzt wurden. Die Mittelmeerbasen der U-Boote lagen in Gibraltar im Westen, auf der belagerten Insel Malta im Zentrum und in Ägypten im Osten. Weitere U-Boote wurden bis Kriegsende in der Nordsee und der Biskaya eingesetzt.
Nach dem Ende der Kämpfe in Nordafrika am 13. Mai 1943 und dem italienischen Ausscheiden aus dem Krieg am 8. September 1943 konzentrierten sich die Einsätze der britischen U-Boote auf das östliche Mittelmeer vor die immer noch von Deutschland besetzten griechischen Inseln.
Während der Kämpfe im Mittelmeer konnten den italienischen, vichyfranzösischen und deutschen Transportflotten schwere Verluste beigebracht werden. Obwohl die Schiffe der Achse relativ schlecht gesichert waren und die italienische U-Boot-Abwehr wesentlich schlechter ausgestattet war als die deutsche, kam es bis 1944 zu fünf Verlusten im Mittelmeer. Im selben Zeitraum ging ein U-Boot in der Nordsee verloren. (siehe: Verluste der S-Klasse)
Im Sommer 1944 befreiten die Alliierten Südfrankreich. Im weiteren Verlauf des Jahres wurden die Deutschen auch aus Griechenland vertrieben, wodurch das gesamte Mittelmeer in alliierter Hand war und sich weitere Kampfeinsätze erübrigten.
Nach den alliierten Siegen in Nordafrika und Südeuropa wurden viele Seraph-Klasse-Boote zum asiatischen Kriegsschauplatz beordert. Die U-Boote wurden gemeinsam mit konstruktiv ähnlichen niederländischen U-Booten in küstennahen Gewässern des Indischen Ozeans und der Javasee erfolgreich gegen japanische und siamesische Küstentransporter eingesetzt. Die relativ kleinen wendigen britischen und niederländischen U-Boote konnten in flachen Gewässern innerhalb der 10-Faden-Grenze (18 m Wassertiefe) operieren und ergänzten die großen Hochseeboote der US Navy. Die Japanische Marine hatte bis zum Ende des Jahres 1943 über 3 Millionen BRT an Schiffsraum hauptsächlich durch U-Boote verloren. Die Japaner waren darauf angewiesen, ihre Transporte auf kleine Motorschiffe und Segler zu verlegen, die so nahe unter der Küste fuhren, dass sie für die großen US-Boote nicht erreichbar waren. Die zumeist ungeschützten und langsamen Transporter wurden häufig mit dem Deckgeschütz versenkt. Zwei Seraph-Klasse-Boote gingen in Asien verloren. Zwei weitere wurden bei Kämpfen so schwer beschädigt, dass sie stillgelegt werden mussten.
1944 wurden zwei Boote komplett entwaffnet, durch weitere Demontagen leichter gestaltet und dadurch zu höheren Geschwindigkeiten befähigt. Die beiden U-Boote erhielten zusätzlich eine Schnorchelattrappe, um das Aussehen deutscher U-Boote zu simulieren. Sie dienten der U-Abwehr der Navy als Übungsziele
| Royal Navy | Marine nationale française (Französische Marine) |                                   |
| Satyr      | Saphir                                           | 1952–1961 an Frankreich           |
| Spiteful   | Sirène                                           | 1952–1958 an Frankreich           |
| Sportsman  | Sibylle                                          | 1951 an Frankreich, 1952 gesunken |
| Statesman  | Sultane                                          | 1952–1959 an Frankreich           |

Den letzten erfolgreichen Torpedoangriff eines U-Bootes im Zweiten Weltkrieg führte die Statesman am 18. Dezember 1945 durch, als sie in der Straße von Malakka ein treibendes japanisches Wrack versenkte.
Nach Kriegsende versetzte die Royal Navy viele Boote der Klasse in die Reserve. Bis einschließlich 1950 wurden 15 Einheiten verschrottet oder für Übungs- und Testzwecke zerstört.
1951/52 übernahm die Französische Marine vier U-Boote der Klasse. Eines dieser Boote ging schon im September 1952 bei einem Unfall mit der gesamten Besatzung verloren. Die restlichen drei Einheiten wurden zwischen 1958 und 1961 an Großbritannien zurückgegeben, wo sie anschließend verschrottet wurden.
Das letzte U-Boot der Seraph-Klasse war die Sea Devil. Die Royal Navy stellte das U-Boot im Juni 1962 außer Dienst und verkaufte sie im Dezember 1965 zur Verschrottung.

## Boote der Klasse
siehe auch: Gruppe 3 der S-Klasse
| P222 | P222                                                                          | P222        | P222                   |
| --- | ----------------------------------------------------------------------------- | ----------- | ---------------------- |
| Bauwerft: | Vickers-Armstrongs                                                            | Nr:         | P 222                  |
| Kiellegung: | 10. August 1940                                                               | Stapellauf: | 20. September 1941     |
| Indienststellung: | 4. März 1942                                                                  | Dienstende: | 12. Dezember 1942      |
| Die P222 wurde im Mittelmeer eingesetzt und am 22. Dezember 1942 als vermisst erklärt. Nach italienischen Angaben wurde sie am 12. Dezember 1942 von dem italienischen Torpedoboot Fortunale südöstlich von Capri mit Wasserbomben versenkt. Es gab keine Überlebenden. |                                                                               |             |                        |
| Safari |                                                                               |             |                        |
| Bauwerft: | Cammell Laird                                                                 | Nr.:        | P 211 (ex P 61)        |
| Kiellegung: | 5. Juni 1940                                                                  | Stapellauf: | 18. November 1941      |
| Indienststellung: | 14. März 1942                                                                 | Dienstende: | 7. Januar 1946         |
| Die Safari wurde im Mittelmeer eingesetzt. Das U-Boot überstand den Krieg und wurde am 7. Januar 1946 zur Verschrottung verkauft. Die Safari sank am 8. Januar 1946 östlich von Portland beim Abtransport zur Verschrottung. |                                                                               |             |                        |
| Sahib |                                                                               |             |                        |
| Bauwerft: | Cammell Laird                                                                 | Nr.:        | P 212 (ex P 62)        |
| Kiellegung: | 5. Juli 1940                                                                  | Stapellauf: | 19. Juni 1942          |
| Indienststellung: | 13. Mai 1942                                                                  | Dienstende: | 24. April 1943         |
| Die Sahib wurde im Mittelmeer eingesetzt. Das U-Boot wurde am 24. April 1943 von den italienischen Korvetten Gabbiano, Climene, Euterpe und einer deutschen Junkers Ju 88 nordöstlich von Sizilien bei Position 38° 30′ N, 15° 15′ O mit Wasserbomben schwer beschädigt. Nach der folgenden Selbstversenkung wurde die Besatzung von italienischen Einheiten gerettet. Ein Mann erlag in der Kriegsgefangenschaft seinen Verletzungen. |                                                                               |             |                        |
| Seraph |                                                                               |             |                        |
| Bauwerft: | Vickers-Armstrongs                                                            | Nr.:        | P 219 (ex P 69)        |
| Kiellegung: | 16. August 1940                                                               | Stapellauf: | 25. Oktober 1941       |
| Indienststellung: | 10. Juni 1942                                                                 | Dienstende: | 1965                   |
| Die Seraph wurde im Mittelmeer eingesetzt. Das U-Boot überstand den Krieg, wurde von der Royal Navy bis in die 1960er genutzt und im Dezember 1965 in Swansea verschrottet. |                                                                               |             |                        |
| Saracen |                                                                               |             |                        |
| Bauwerft: | Cammell Laird                                                                 | Nr.:        | P 247 (ex P 63, P 213) |
| Kiellegung: | 16. Juli 1940                                                                 | Stapellauf: | 16. Februar 1942       |
| Indienststellung: | 27. Juni 1942                                                                 | Dienstende: | 14. August 1943        |
| Die Saracen wurde im Mittelmeer eingesetzt und am 14. August 1943 nordöstlich von Bastia (Korsika) von den italienischen Korvetten Minerva und Euterpe mit Wasserbomben angegriffen. Das schwer beschädigte U-Boot wurde anschließend von der Besatzung bei Position 42° 45′ N, 9° 30′ O aufgegeben und selbstversenkt. Die gesamte Besatzung überlebte und ging in italienische Kriegsgefangenschaft.                                 |                                                                               |             |                        |
| Shakespeare |                                                                               |             |                        |
| Bauwerft: | Vickers-Armstrongs                                                            | Nr.:        | P 221 (ex P 71)        |
| Kiellegung: | 13. November 1940                                                             | Stapellauf: | 8. Dezember 1941       |
| Indienststellung: | 10. Juli 1942                                                                 | Dienstende: | 3. Januar 1945         |
| Die Shakespeare wurde im Mittelmeer und in Südostasien eingesetzt. Das U-Boot lieferte sich am 3. Januar 1945 in der Andamanensee ein intensives Artillerieduell mit dem japanischen Hilfsminensucher Wa 1. Beide Schiffe konnten sich gegenseitig Treffer beibringen und schwer beschädigen. Die Shakespeare entkam zwar, wurde aber nicht mehr repariert und 1946 verschrottet.                                                      |                                                                               |             |                        |
| Splendid |                                                                               |             |                        |
| Bauwerft: | Chatham Dockyard                                                              | Nr.:        | P 228 (ex P 78)        |
| Kiellegung: | 7. März 1941                                                                  | Stapellauf: | 19. Januar 1942        |
| Indienststellung: | 8. August 1942                                                                | Dienstende: | 21. April 1943         |
| Die Splendid wurde im Mittelmeer eingesetzt und südlich von Capri bei Position 40° 30′ N, 14° 15′ O von dem deutschen Zerstörer ZG 3 mit Wasserbomben versenkt. 30 britische Seeleute wurden von dem deutschen Kriegsschiff gerettet, 18 fanden den Tod. |                                                                               |             |                        |
| Sibyl |                                                                               |             |                        |
| Bauwerft: | Cammell Laird                                                                 | Nr.:        | P 217 (ex P67)         |
| Kiellegung: | 31. Dezember 1940                                                             | Stapellauf: | 29. April 1942         |
| Indienststellung: | 16. August 1942                                                               | Dienstende: | 1948                   |
| Die Sibyl wurde im Mittelmeer und in Südostasien eingesetzt. Das U-Boot wurde im März 1948 verschrottet. |                                                                               |             |                        |
| Sea Dog |                                                                               |             |                        |
| Bauwerft: | Cammell Laird                                                                 | Nr.:        | P 216 (ex P 66)        |
| Kiellegung: | 31. Dezember 1940                                                             | Stapellauf: | 11. Juni 1942          |
| Indienststellung: | 24. September 1942                                                            | Dienstende: | 1947                   |
| Die Sea Dog wurde in der Nordsee und in Südostasien eingesetzt. Sie wurde im August 1948 in Troon verschrottet. |                                                                               |             |                        |
| Sea Nymph |                                                                               |             |                        |
| Bauwerft: | Cammell Laird                                                                 | Nr.:        | P 223                  |
| Kiellegung: | 6. Mai 1941                                                                   | Stapellauf: | 29. Juli 1942          |
| Indienststellung: | 3. November 1942                                                              | Dienstende: | 1948                   |
| Die Sea Nymph wurde in der Nordsee eingesetzt und im Juni 1948 in Troon verschrottet. |                                                                               |             |                        |
| Sickle |                                                                               |             |                        |
| Bauwerft: | Cammell Laird                                                                 | Nr.:        | P 224 (ex P 74)        |
| Kiellegung: | 8. Mai 1941                                                                   | Stapellauf: | 27. August 1942        |
| Indienststellung: | 1. Dezember 1942                                                              | Dienstende: | 18. Juni 1944          |
| Die Sickle wurde im Mittelmeer eingesetzt. Das U-Boot wird seit dem 18. Juni 1944 vor Griechenland vermisst. Wahrscheinlich ist es auf eine Seemine gelaufen. Es gab keine Überlebenden. |                                                                               |             |                        |
| Sportsman La Sibylle |                                                                               |             |                        |
| Bauwerft: | Chatham Dockyard                                                              | Nr.:        | P 229 (ex P 79)        |
| Kiellegung: | 1. Juli 1941                                                                  | Stapellauf: | 17. April 1942         |
| Indienststellung: | 21. Dezember 1942                                                             | Dienstende: | 23. September 1952     |
| Die Sportsman wurde im Mittelmeer eingesetzt. Sie wurde 1951 an die französische Marine verliehen und in Sibylle umbenannt. Das U-Boot sank 1952 40 sm östlich von Toulon mit der gesamten Besatzung bei einem Unfall. |                                                                               |             |                        |
| Simoom |                                                                               |             |                        |
| Bauwerft: | Cammell Laird                                                                 | Nr.:        | P 225 (ex P75)         |
| Kiellegung: | 14. Juli 1941                                                                 | Stapellauf: | 12. Oktober 1942       |
| Indienststellung: | 30. Dezember 1942                                                             | Dienstende: | 19. November 1943      |
| Die Simoom wurde im Mittelmeer eingesetzt. Sie wird seit dem 19. November 1943 im östlichen Mittelmeer vermisst. Das U-Boot ist wahrscheinlich auf eine Seemine gelaufen. Es gab keine Überlebenden. |                                                                               |             |                        |
| Satyr Saphir |                                                                               |             |                        |
| Bauwerft: | Scotts Shipbuilding & Engineering Co.                                         | Nr.:        | P 214 (ex P64)         |
| Kiellegung: | 8. Juni 1940                                                                  | Stapellauf: | 28. September 1942     |
| Indienststellung: | 8. Februar 1943                                                               | Dienstende: | 1961                   |
| Die Satyr wurde in der Nordsee eingesetzt. Das U-Boot wurde 1944/45 entwaffnet und als Übungsziel genutzt. 1952 wurde sie an die französische Marine übergeben und in Saphir umbenannt. Die Satyr blieb bis 1961 in französischem Dienst und wurde im Juni 1962 abgebrochen. |                                                                               |             |                        |
| Stubborn |                                                                               |             |                        |
| Bauwerft: | Cammell Laird                                                                 | Nr.:        | P 238 (ex P 88)        |
| Kiellegung: | 10. September 1941                                                            | Stapellauf: | 11. November 1942      |
| Indienststellung: | 20. Februar 1943                                                              | Dienstende: | 1946                   |
| Die Stubborn wurde in der Nordsee, der Biskaya und in Südostasien eingesetzt. Sie wurde am 30. April 1946 vor Malta als Sonarübungsziel versenkt. |                                                                               |             |                        |
| Surf |                                                                               |             |                        |
| Bauwerft: | Cammell Laird                                                                 | Nr.:        | P 239                  |
| Kiellegung: | 1. Februar 1941                                                               | Stapellauf: | 20. Dezember 1942      |
| Indienststellung: | 18. März 1943                                                                 | Dienstende: | 1949                   |
| Die Surf wurde im Mittelmeer und in Südostasien eingesetzt. Sie wurde am 28. Oktober 1949 zur Verschrottung verkauft und in Faslane abgebrochen. |                                                                               |             |                        |
| Sceptre |                                                                               |             |                        |
| Bauwerft: | Scotts Shipbuilding & Engineering Co.                                         | Nr.:        | P 215 (ex P65)         |
| Kiellegung: | 25. Juli 1940                                                                 | Stapellauf: | 6. Januar 1943         |
| Indienststellung: | 15. April 1943                                                                | Dienstende: | 1949                   |
| Die Sceptre wurde in der Nordsee eingesetzt. Sie wurde 1944/45 entwaffnet und als Übungsziel genutzt. Das U-Boot wurde am 8. August 1949 bei einer Explosion der Akkumulatoren beschädigt und im September 1949 verschrottet. |                                                                               |             |                        |
| Syrtis |                                                                               |             |                        |
| Bauwerft: | Cammell Laird                                                                 | Nr.:        | P 241                  |
| Kiellegung: | 14. Oktober 1941                                                              | Stapellauf: | 4. Februar 1943        |
| Indienststellung: | 23. April 1943                                                                | Dienstende: | 28. März 1944          |
| Die Syrtis wurde in der Nordsee eingesetzt. Das U-Boot lief bei Bodø (Norwegen) auf eine deutsche Seemine. Es gab keine Überlebenden. |                                                                               |             |                        |
| Stonehenge |                                                                               |             |                        |
| Bauwerft: | Cammell Laird                                                                 | Nr.:        | P 232                  |
| Kiellegung: | 4. April 1942                                                                 | Stapellauf: | 23. März 1943          |
| Indienststellung: | 15. Juni 1943                                                                 | Dienstende: | 22. März 1944          |
| Die Stonehenge wurde in Südostasien eingesetzt. Sie ging zwischen Sumatra und den Nikobaren unter ungeklärten Umständen mit der gesamten Besatzung verloren. Das U-Boot wird seit März 1944 vermisst. |                                                                               |             |                        |
| Stoic |                                                                               |             |                        |
| Bauwerft: | Cammell Laird                                                                 | Nr.:        | P 231                  |
| Kiellegung: | 18. Juni 1942                                                                 | Stapellauf: | 9. April 1943          |
| Indienststellung: | 29. Juni 1943                                                                 | Dienstende: | 1948                   |
| Die Stoic wurde in Südostasien eingesetzt. Das U-Boot wurde 1948 bei unbemannten Tieftauchtests in 183 m Tiefe zerstört. Das Wrack wurde 1950 gehoben und in Dalmuir verschrottet. |                                                                               |             |                        |
| Sea Rover |                                                                               |             |                        |
| Bauwerft: | Scotts Shipbuilding & Engineering Co. (fertiggestellt bei Vickers-Armstrongs) | Nr.:        | P 218 (ex P 68)        |
| Kiellegung: | 14. April 1941                                                                | Stapellauf: | 25. Februar 1943       |
| Indienststellung: | 7. Juli 1943                                                                  | Dienstende: | 1949                   |
| Die Sea Rover wurde in Südostasien eingesetzt. Sie wurde 1949 zur Verschrottung verkauft und im Oktober des Jahres in Faslane abgebrochen. |                                                                               |             |                        |
| Storm |                                                                               |             |                        |
| Bauwerft: | Cammell Laird                                                                 | Nr.:        | P 233                  |
| Kiellegung: | 23. Juni 1942                                                                 | Stapellauf: | 18. Mai 1943           |
| Indienststellung: | 23. August 1943                                                               | Dienstende: | 1949                   |
| Die Storm wurde in Südostasien eingesetzt. Das U-Boot wurde im November 1949 zur Verschrottung verkauft und in Troon abgebrochen. |                                                                               |             |                        |
| Sirdar |                                                                               |             |                        |
| Bauwerft: | Scotts Shipbuilding & Engineering Co. (fertiggestellt bei Vickers-Armstrongs) | Nr.:        | P 226 (ex P 76)        |
| Kiellegung: | 24. April 1941                                                                | Stapellauf: | 26. März 1943          |
| Indienststellung: | 20. September 1943                                                            | Dienstende: | 1953                   |
| Die Sirdar wurde in Südostasien eingesetzt. Das U-Boot sank 1953 bei einem Unfall im Dock und wurde am 31. Mai 1965 in Bo’ness verschrottet. |                                                                               |             |                        |
| Spiteful Sirêne |                                                                               |             |                        |
| Bauwerft: | Scotts Shipbuilding & Engineering Co.                                         | Nr.:        | P 227 (ex P 77)        |
| Kiellegung: | 19. September 1941                                                            | Stapellauf: | 5. Juni 1943           |
| Indienststellung: | 6. Oktober 1943                                                               | Dienstende: | 1958                   |
| Die Spiteful wurde in Südostasien eingesetzt. Das U-Boot wurde zwischen 1952 und 1958 von der französischen Marine mit dem Namen Sirêne betrieben. Sie wurde 1963 in Faslane verschrottet. |                                                                               |             |                        |
| Stratagem |                                                                               |             |                        |
| Bauwerft: | Cammell Laird                                                                 | Nr.:        | P 234                  |
| Kiellegung: | 15. April 1942                                                                | Stapellauf: | 21. Juni 1943          |
| Indienststellung: | 9. Oktober 1943                                                               | Dienstende: | 22. November 1944      |
| Die Stratagem wurde in Südostasien eingesetzt. Sie wurde in der Malakkastraße von japanischen Flugzeugen mit Wasserbomben schwer beschädigt und von der Besatzung aufgegeben. 10 Mann konnten sich retten und gerieten in japanische Hand. Lediglich drei Männer überlebten die Kriegsgefangenschaft. |                                                                               |             |                        |
| Spirit |                                                                               |             |                        |
| Bauwerft: | Cammell Laird                                                                 | Nr.:        | P 245                  |
| Kiellegung: | 27. Oktober 1942                                                              | Stapellauf: | 20. Juli 1943          |
| Indienststellung: | 25. Oktober 1943                                                              | Dienstende: | 1950                   |
| Die Spirit wurde in Südostasien eingesetzt. Sie wurde am 4. Januar 1950 zur Verschrottung verkauft und im Juli 1950 in Grays abgebrochen. |                                                                               |             |                        |
| Statesman Sultane |                                                                               |             |                        |
| Bauwerft: | Cammell Laird                                                                 | Nr.:        | P 246                  |
| Kiellegung: | 2. November 1942                                                              | Stapellauf: | 14. September 1943     |
| Indienststellung: | 13. Dezember 1943                                                             | Dienstende: | 1961                   |
| Die Statesman wurde in Südostasien eingesetzt. Sie wurde 1952 bis 1959 von der französischen Marine unter dem Namen Sultane verwendet. Am 3. Januar 1961 wurde das U-Boot zur Verschrottung verkauft. |                                                                               |             |                        |
| Strongbow |                                                                               |             |                        |
| Bauwerft: | Scotts Shipbuilding & Engineering Co.                                         | Nr.:        | P 235                  |
| Kiellegung: | 17. April 1942                                                                | Stapellauf: | 30. August 1943        |
| Indienststellung: | 23. Dezember 1943                                                             | Dienstende: | Juni 1945              |
| Die Strongbow wurde in Südostasien eingesetzt. Sie wurde am 13. Januar 1945 vor Malaya mit Wasserbomben schwer beschädigt und nicht mehr repariert. Das U-Boot wurde im Juni 1945 in Falmouth stillgelegt und im April 1946 in Preston verschrottet. |                                                                               |             |                        |
| Shalimar |                                                                               |             |                        |
| Bauwerft: | Chatham Dockyard                                                              | Nr.:        | P 242                  |
| Kiellegung: | 17. April 1942                                                                | Stapellauf: | 22. April 1943         |
| Indienststellung: | 22. April 1944                                                                | Dienstende: | 1950                   |
| Die Shalimar wurde in Südostasien eingesetzt. Sie wurde im Juli 1950 in Troon verschrottet. |                                                                               |             |                        |
| Spark |                                                                               |             |                        |
| Bauwerft: | Scotts Shipbuilding & Engineering Co.                                         | Nr.:        | P 236                  |
| Kiellegung: | 10. Oktober 1942                                                              | Stapellauf: | 28. Dezember 1943      |
| Indienststellung: | 28. April 1944                                                                | Dienstende: | 1949                   |
| Die Spark wurde in Südostasien eingesetzt. Sie wurde am 29. Oktober 1949 zur Verschrottung verkauft und in Faslane demontiert. |                                                                               |             |                        |
| Scythian |                                                                               |             |                        |
| Bauwerft: | Scotts Shipbuilding & Engineering Co.                                         | Nr.:        | P 237                  |
| Kiellegung: | 21. Februar 1943                                                              | Stapellauf: | 14. April 1944         |
| Indienststellung: | 11. August 1944                                                               | Dienstende: | 1960                   |
| Die Scythian wurde in Südostasien eingesetzt. Sie wurde im August 1960 in Charlestown verschrottet. |                                                                               |             |                        |
| Scotsman |                                                                               |             |                        |
| Bauwerft: | Scotts Shipbuilding & Engineering Co.                                         | Nr.:        | P 243                  |
| Kiellegung: | 15. April 1943                                                                | Stapellauf: | 18. August 1944        |
| Indienststellung: | 9. Dezember 1944                                                              | Dienstende: | 1964                   |
| Die Scotsman wurde im November 1964 in Troon verschrottet. |                                                                               |             |                        |
| Sea Devil |                                                                               |             |                        |
| Bauwerft: | Scotts Shipbuilding & Engineering Co.                                         | Nr.:        | P 244                  |
| Kiellegung: | 5. Mai 1943                                                                   | Stapellauf: | 30. Januar 1945        |
| Indienststellung: | 12. Mai 1945                                                                  | Dienstende: | 4. Juni 1962           |
| Die Sea Devil wurde am 15. Dezember 1965 in Newhaven verschrottet. |                                                                               |             |                        |